# 福岡市立千代中学校
福岡市立千代中学校（ふくおかしりつちよちゅうがっこう）は、福岡県福岡市博多区千代にある公立中学校。

## 態様
福岡市博多区北東の街区、歴史的に博多とされた区域からして御笠川を隔てた対岸の区域、博多祇園山笠の千代流としても知られる千代町の中央に所在する。

## 歴史
福岡高等学校の校舎の一部を借り受けて昭和22年（1947年）に発足。翌年昭和23年（1948年）に現在の場所に移転し、昭和25年（1950年）の新校舎の落成と数度の改築を経て現在の姿に至っている。

## 所在
福岡県福岡市博多区千代4-17-47

## 交通
西方を国道3号が南北に、東を県道21号がまた走る。最寄の鉄道駅はJR吉塚駅。最寄のバス停留所は西鉄バス『千鳥橋』。

## 周辺施設
- 崇福寺

黒田氏の菩提寺。小道を挟んで隣接。わずか東に存在。
- 松風地蔵尊

小さな地蔵堂（参照『松風地蔵尊』）。わずか東に存在。
- 福岡市立千代保育所

福岡市の市立保育所のひとつ。北方に存在。
- 千代隣保館

福岡市運営の隣保館のひとつ。二車線の車道を挟んだ南西に存在。
- 濡衣山松源寺

浄土真宗の寺院。南方に存在。
- 石堂地蔵尊

『苅萱石堂丸物語』発祥の地とされる地蔵堂（参照『石堂地蔵尊』）。南方、市営千代大学通住宅の至近に存在。
- 新博多地蔵尊

5体の地蔵が置かれた地蔵堂（参照『新博多地蔵尊』）。南方、市営新博多住宅3号棟の敷地内に存在。